# Acronicta obscurior
Acronicta obscurior är en fjärilsart som beskrevs av Embrik Strand 1921. Acronicta obscurior ingår i släktet Acronicta och familjen nattflyn. Inga underarter finns listade i Catalogue of Life.